# Bébé Manga
Elizabeth Bessem Ayamo Manga (27 tháng 11 năm 1948 – 1 tháng 7 năm 2011), cũng là Bébé Manga, là một ca sĩ người makossa người Cameroon có bài hát nổi tiếng nhất là "Ami O". Bà được coi là một trong những ca sĩ makossa nổi tiếng nhất thập niên 1980.

## Thời thơ ấu
Bà được sinh ra ở Mamfe, vùng Tây Nam Manyu Division. Bebe Manga được các nhà báo khen ngợi ở Bờ Biển Ngà vì giọng hát đặc biệt và biểu cảm của bà.

## Buổi đầu sự nghiệp
Bà bắt đầu sự nghiệp của mình vào năm 1975, hát trong một câu lạc bộ đêm ở Abidjan, Côte d'Ivoire được gọi là "Son de Guitare" (Âm thanh của đàn guitar). Bạn bè của bà đã gây ấn tượng với người quản lý câu lạc bộ rằng Bebe Manga có giọng hát hay và có thể hát. Sau khi hát quizas quizas, người quản lý của câu lạc bộ, người vốn đã mất đi sự ngưỡng mộ đối với ca sĩ tài năng, đã thuê bà tại chỗ và sau đó, bà bắt đầu sự nghiệp chuyên nghiệp của mình. Từ thời điểm đó, sự nghiệp của bà lên dốc. Manga đã được trình diễn rộng rãi ở Châu Phi: Gabon, Senegal, Mali, Zaire, Togo, Burkina Faso, Ghana, Liberia, Côte d'Ivoire, Congo Brazzaville, Bénin, Morocco vv. Ở quần đảo Caribbean (Guadeloupe, Haiti, Martinique), Colombia, Mỹ, Pháp.

## Sự nghiệp thăng tiến
Bebe Manga đã trở thành ngôi sao nổi tiếng và có danh tiếng quốc tế vào năm 1980 khi bà phát lại hit radio năm 1962 của Ebanda Manfred, "Amie" (có nghĩa là "bạn" trong tiếng Pháp). Phiên bản của Bebe Manga được biết đến với tên gọi là Am Amio, đã mang lại cho bà giải thưởng danh giá của Mar Mar D'S 'từ SACEM, và là một vị trí vững chắc trong lịch sử với tư cách là một trong những tiếng nói lớn nhất của Cameroon, người đã truyền cảm hứng cho một loạt các ngôi sao nữ mới như Ruth Kotto và Jackie Biho. Đáng chú ý nhất là Bebe Manga đã biến bản thu âm Radio Douala ít được biết đến của Ebanda Manfred, thành một bản hit nổi tiếng trên toàn thế giới, đạt được trạng thái tôn sùng tương tự như Guantaramera của Pete Seeger, bài hát mang tính biểu tượng khác được phát lại bởi các nghệ sĩ đa dạng như Joe dassin và Wyclf Jean.
Sau đó, vào cuối những năm 1990, bà đã đặt một bài hát tầm cỡ thế giới khác, "Mota Benamaa", cảm thương cho những đứa trẻ đau khổ trên khắp thế giới. Tài năng của bà đã được tôn vinh tại Top D'Or 2005 tại Abidjan, khi bà được bình chọn là một trong những nghệ sĩ châu Phi hay nhất mọi thời đại.
Bà đã hợp tác trong album "Manu Safari" của Manu Dibango, và hợp tác với các nghệ sĩ tài năng khác như Tom Yoms tạo ra một số bản hit. Một số bài hát khác của cô, (một số trong số đó) hiện có trong phần trực tuyến "BEST OF BEBE MANGA" COMPILATION là: Aloba, Bele Sombo, Djiya kamba, Alice Agbor, Esele mba, Jemea longo, Muna Muto, Eyiegele Ding và Zipte Men.

## Cái chết
Vào ngày 1 tháng 7 năm 2011, Bébé Manga đã chết trên đường đến bệnh viện sau khi bị đau tim tại nhà của cô ở Douala. Bà mất khi 62 tuổi. Bà được chôn cất vào ngày 30 tháng 7 năm 2011 trong khu tập thể gia đình của cô tại Tinto, tiểu khu Upper Bayang thuộc Phân khu Manyu, Cameroon.

## Danh sách đĩa nhạc
Albums
- Ami-Oyomiya (1982)
- Beko (1982)
- Djoudjou Dada (1982)
- Temps Futur (2000)